# Boxtel (gemeente)
Boxtel is een gemeente in de Nederlandse provincie Noord-Brabant, gelegen in de Meierij van 's-Hertogenbosch. De gemeente telt 33.979 inwoners (22 november 2024, bron: CBS), heeft een oppervlakte van 65 km² (waarvan 0,07 km² water) en ligt op een hoogte van 9 meter.
Boxtel is gelegen aan de rivier de Dommel en ligt te midden van de driehoek Tilburg, Eindhoven en 's-Hertogenbosch. Dit maakte Boxtel al vroeg tot een verkeersknooppunt.

## Geschiedenis
Na een gemeentelijke herindeling in 1996 is het nabijgelegen Liempde bij Boxtel gevoegd; een deel van Gemonde dat bij Boxtel hoorde ging over naar de gemeente Sint-Michielsgestel.
De splitsing en opdeling van de gemeente Haaren had tot gevolg dat op 1 januari 2021 de kern Esch van deze gemeente toegevoegd is aan de gemeente Boxtel.

## Topografie

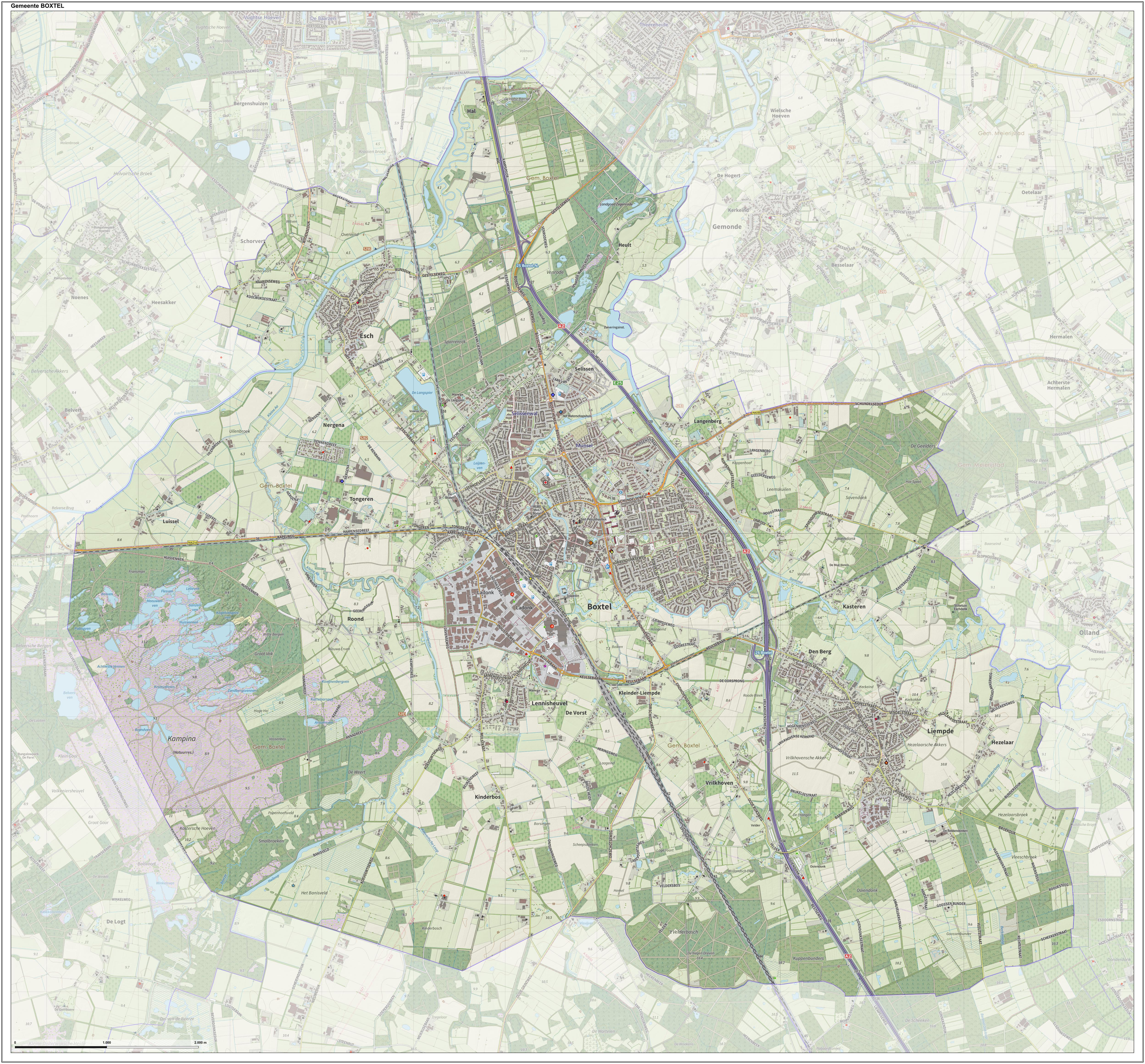
Topografische gemeentekaart van Boxtel, Klik op de kaart voor een vergroting

Naast de kernen Boxtel, Liempde, Lennisheuvel en Esch kent de gemeente de volgende buurtschappen:
- Den Berg
- De Vorst
- Kasteren
- Kinderbos
- Langenberg
- Luissel
- Nergena
- Roond
- Tongeren
- Vrilkhoven
- Hezelaar
- Selissen
- Looeind

## Gemeenteraad
De gemeenteraad van Boxtel bestaat uit 23 zetels. Hieronder de behaalde zetels per partij bij de gemeenteraadsverkiezingen sinds 1998:
| Partij                              | Aantal zetels | Aantal zetels | Aantal zetels | Aantal zetels | Aantal zetels | Aantal zetels | Aantal zetels |
| Partij                              | 1998          | 2002          | 2006          | 2010          | 2014          | 2018          | 2021          |
| ----------------------------------- | ------------- | ------------- | ------------- | ------------- | ------------- | ------------- | ------------- |
| Balans                              | -             | -             | 3             | 5             | 4             | 5             | 7             |
| Combinatie'95                       | 3             | 4             | 4             | 4             | 5             | 5             | 5             |
| CDA                                 | 4             | 5             | 3             | 2             | 3             | 3             | 2             |
| GroenLinks-PvdA                     | 3             | 3             | 4             | 3             | 2             | 1             | 2             |
| VVD                                 | 2             | 2             | 1             | 1             | 1             | 1             | 2             |
| SP                                  | 2             | 2             | 2             | 2             | 4             | 3             | 2             |
| D66                                 | 1             | -             | -             | 2             | 2             | 3             | 2             |
| Inbox (Boxtels Belang en DPBL)      | -             | -             | -             | -             | 2             | 2             | 1             |
| Democratische Partij Boxtel-Liempde | 3             | 3             | 2             | 3             | -             | -             | -             |
| Boxtels Belang                      | 3             | 2             | 1             | 1             | -             | -             | -             |
| Progressief Democratische Partij    | -             | -             | 1             | -             | -             | -             | -             |
| Totaal                              | 21            | 21            | 21            | 23            | 23            | 23            | 23            |
| Opkomst                             |               |               |               | 53,54%        | 53,08%        | 54,68%        | 46,66%        |

## Verkeer en vervoer

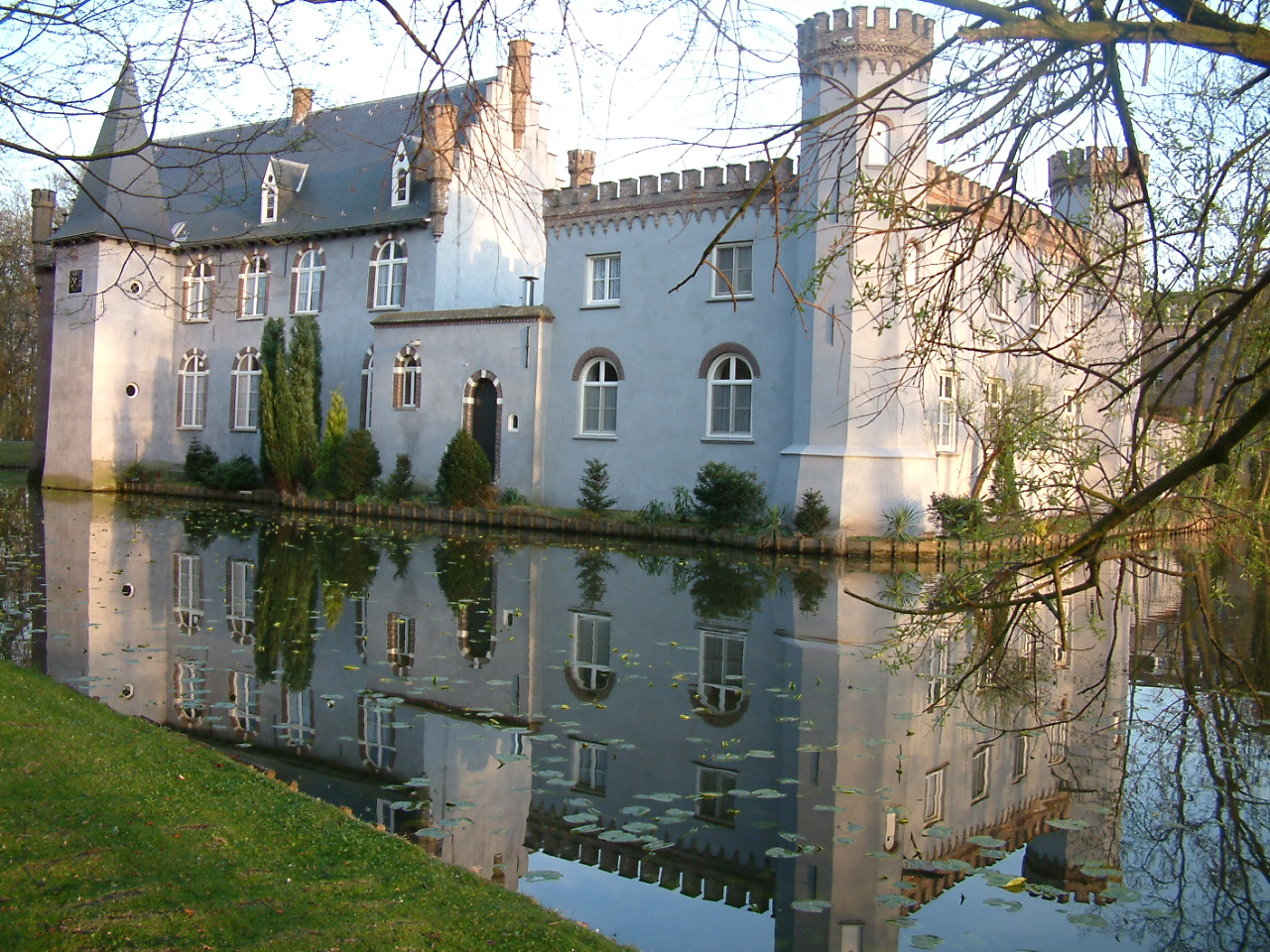
Kasteel Stapelen

### Autosnelwegen
Bij Boxtel loopt de autosnelweg A2. De autosnelweg was in 1996 gereed. Daarvoor was dit de N2.
A2: Amsterdam - Utrecht - 's-Hertogenbosch - Boxtel - Eindhoven - Maastricht

### Stations
Boxtel heeft sinds 1865 een treinstation, station Boxtel. De kern Liempde kende eveneens een station aan de spoorlijn Boxtel - Wesel. Voor de landbouwdagen te Liempde werd vroeger eveneens een evenementenhalteplaats ingericht ter hoogte van het Landgoed Velder.
De volgende treinseries halteren in de dienstregeling 2025 te Boxtel:

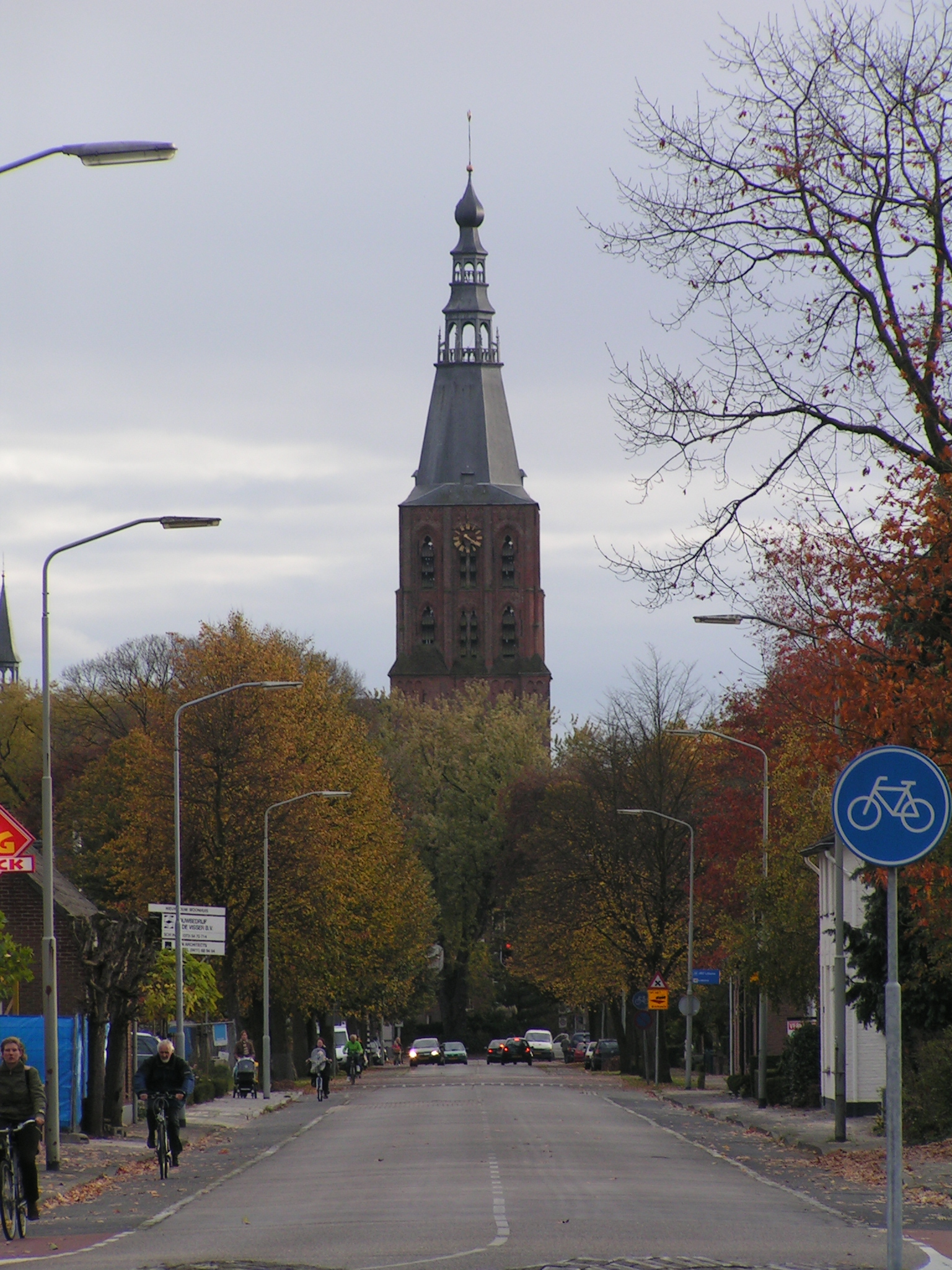
Sint Petruskerk in Boxtel

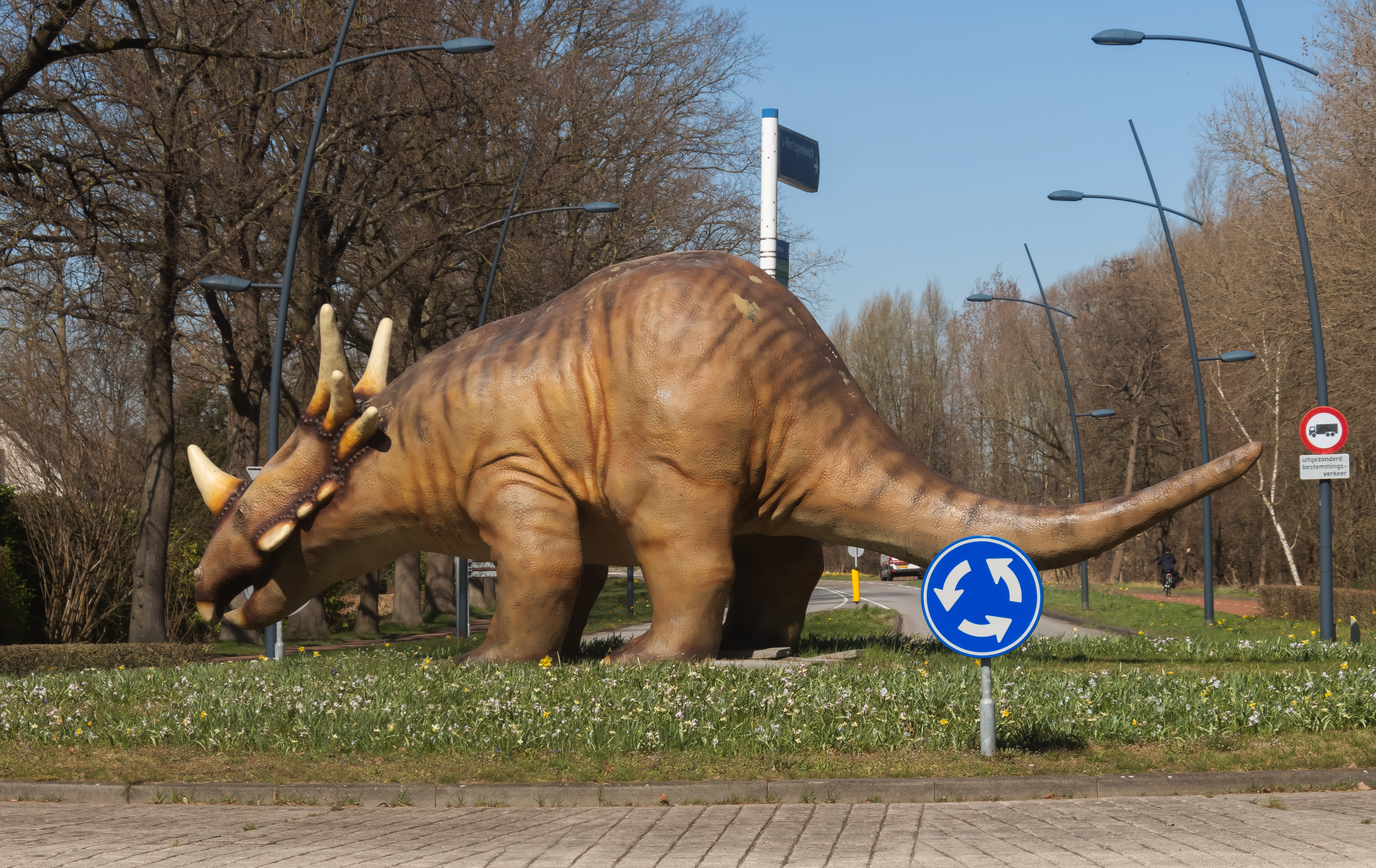
Dinorotonde in Boxtel

| Serie | Treinsoort    | Route                                                                   | Bijzonderheden |
| ----- | ------------- | ----------------------------------------------------------------------- | --- |
| 4400  | Sprinter (NS) | Oss – 's-Hertogenbosch – Boxtel – Eindhoven Centraal – Helmond – Deurne | Rijdt in de ochtendspits van maandag t/m donderdag twee ritten van/naar Oss, waarbij richting Oss non-stop wordt gereden tussen 's-Hertogenbosch en Oss. |
| 6400  | Sprinter (NS) | Tilburg Universiteit – Tilburg – Boxtel – Eindhoven Centraal – (Weert)  | Rijdt tussen 20:00 en 22:00 uur en op zondag 1x/uur tussen Eindhoven Centraal en Weert. Rijdt na 22:00 uur 1x/uur op het hele traject.                   |

## Bekende inwoners

### Geboren
- Hendrik Verhees, (1744), cartograaf
- Victor Vroomkoning (eig.: Walter van de Laar) (6 oktober 1938), dichter
- Frits Castricum, (19 april 1947), politicus
- Bruno Ninaber van Eyben (1950), industrieel vormgever
- Teun Voeten (1961), fotojournalist en antropoloog
- Marcel Wanders (1963), (product)ontwerper
- Piet-Hein Geeris (29 maart 1972), hockeyinternational
- Jeroen Delmee (8 maart 1973), hockeyinternational
- Yvon Jaspers (20 maart 1973), televisiepresentatrice, kinderboekenschrijfster en actrice
- Dennis Wels (10 november 1975), singer-songwriter
- Sander van der Weide (21 juni 1976), hockeyinternational
- Michiel Hulshof (24 augustus 1976), journalist, programmamaker en debatleider
- Renske van Geel (4 januari 1983), hockeyinternational
- Michael van Gerwen (25 april 1989), darter
- Sam Feldt (1 augustus 1993), dj/producer

### Woonachtig
- Dick van Dijk (20 mei 1970), darter
- Jochem van der Hoeven (5 oktober 1975), voormalig profvoetballer

## Wetenswaardigheden

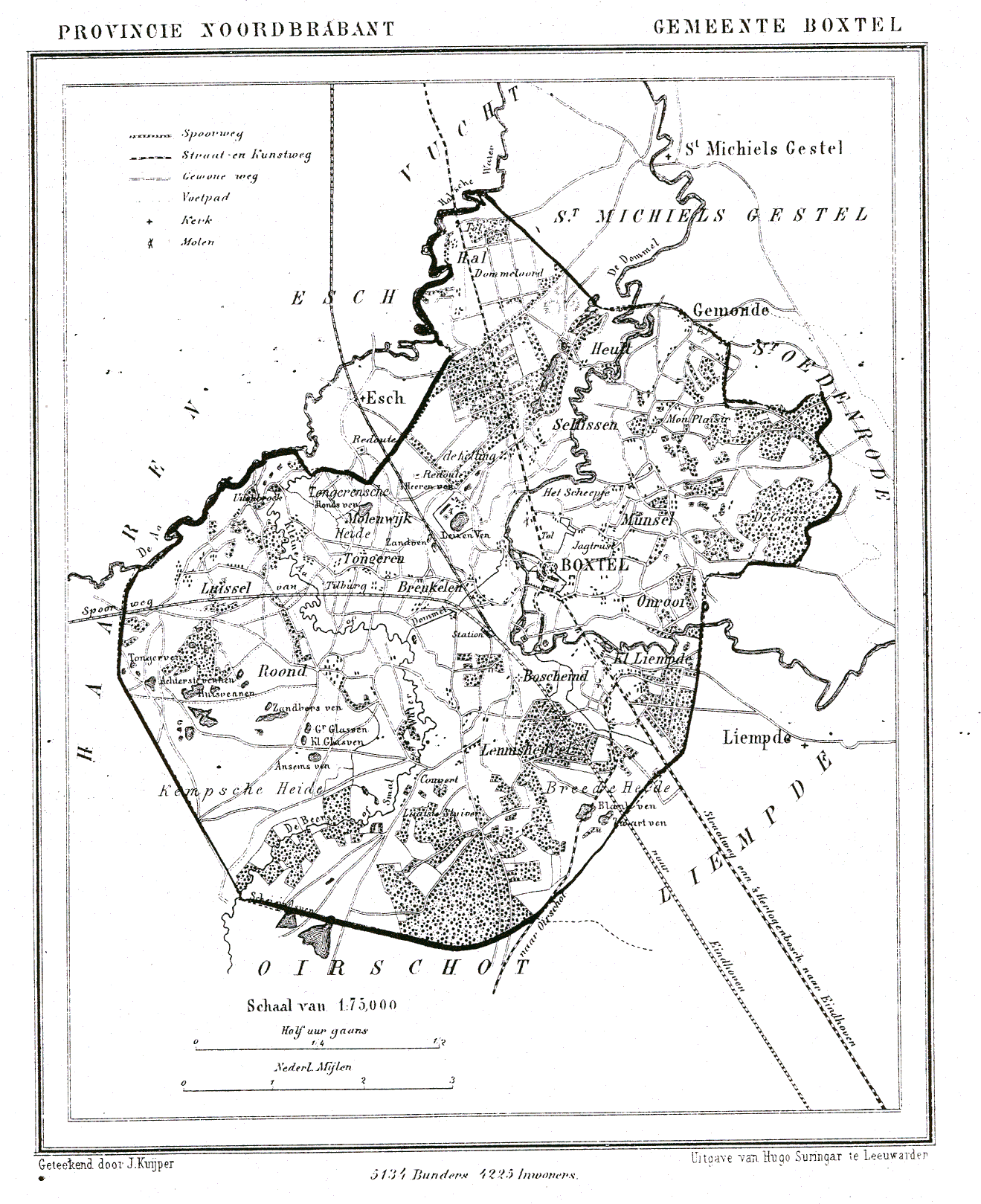
Boxtel in 1865

- Een historische figuur in Boxtel is de reus 'Jas de Keistamper'. Jas de Keistamper is een pop in de gedaante van een reus die regelmatig verschijnt bij bijzondere gelegenheden, zoals bij het carnavalsfeest of op Koningsdag.

## Stedenband
Boxtel onderhoudt een jumelage met Wittlich in Duitsland.

## Aangrenzende gemeenten
| Aangrenzende gemeenten | Aangrenzende gemeenten | Aangrenzende gemeenten | Aangrenzende gemeenten | Aangrenzende gemeenten |
| ---------------------- | ---------------------- | ---------------------- | ---------------------- | ---------------------- |
| Vught                  |                        |                        |                        | Sint-Michielsgestel    |
|                        |                        |                        |                        |                        |
| Oisterwijk             | Meierijstad            |                        |                        |                        |
|                        |                        |                        |                        |                        |
|                        |                        | Oirschot               |                        | Best                   |

## Monumenten
In de gemeente zijn er een aantal rijksmonumenten, gemeentelijke monumenten, en oorlogsmonumenten, zie:
- Lijst van rijksmonumenten in Boxtel (gemeente)
- Lijst van gemeentelijke monumenten in Boxtel (gemeente)
- Lijst van oorlogsmonumenten in Boxtel

## Kunst in de openbare ruimte
In de gemeente Boxtel zijn diverse beelden, sculpturen en objecten geplaatst in de openbare ruimte, zie:
- Lijst van beelden in Boxtel